# Смедебакен (община)
Смедебакен (на шведски: Smedjebackens kommun) е община разположена в лен Даларна, централна Швеция с обща площ 1064 km2 и население 10 691 души (към 31 декември 2013). Административен център е град Смедебакен.